# Skäfthammars socken

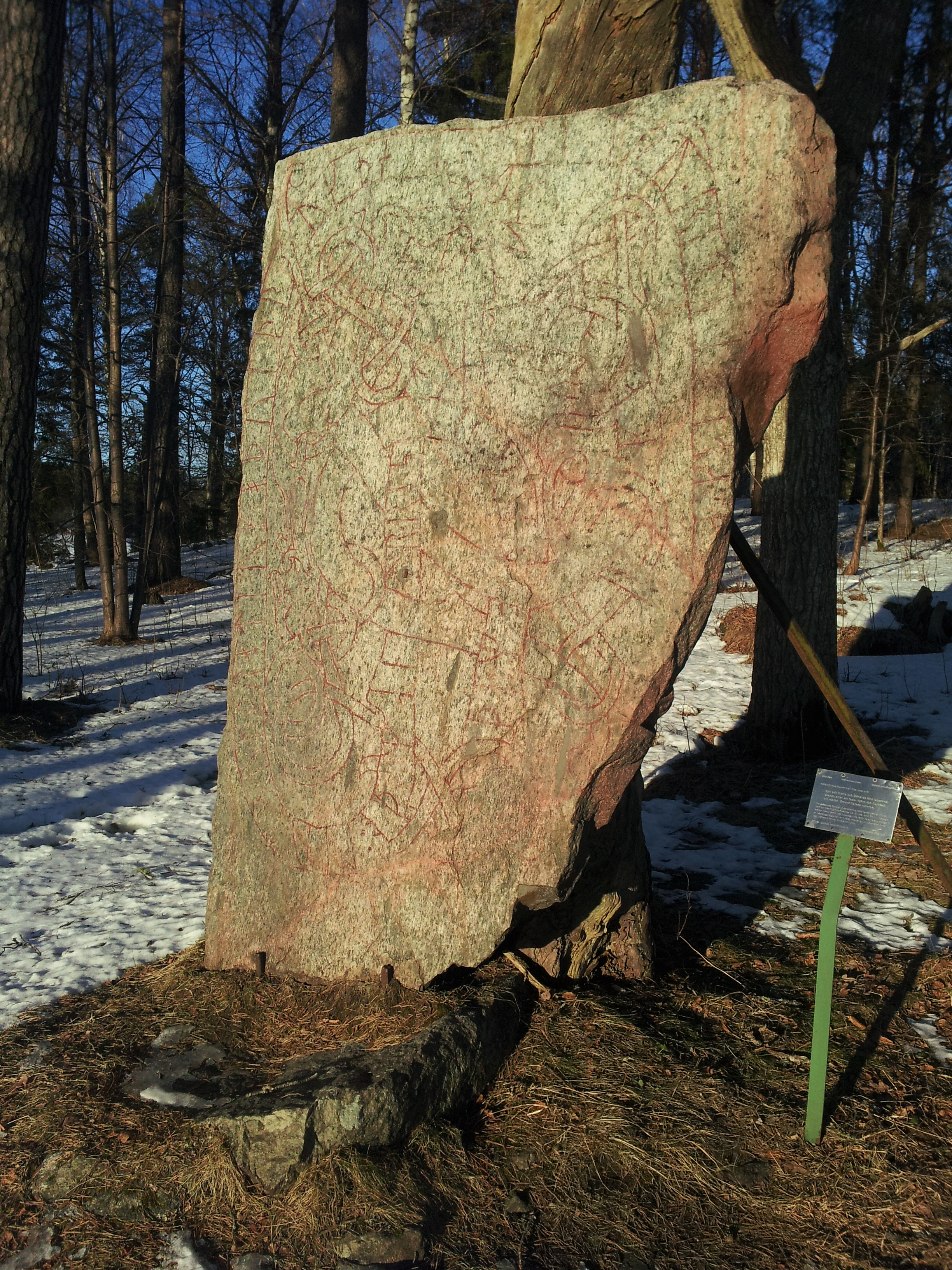
Runsten U 1132 belägen i Gimo.

Skäfthammars socken i Uppland ingick i Olands härad, ingår sedan 1974 i Östhammars kommun och motsvarar från 2016 Skäfthammars distrikt.
Socknens areal är 43,44 kvadratkilometer varav 41,78 land. År 2000 fanns här 2 710 invånare. Tätorten och bruket Gimo med sockenkyrkan Skäfthammars kyrka ligger i socknen.

## Administrativ historik
Skäfthammars socken har medeltida ursprung.
Vid kommunreformen 1862 övergick socknens ansvar för de kyrkliga frågorna till Skäfthammars församling och för de borgerliga frågorna bildades Skäfthammars landskommun. Landskommunen uppgick 1952 i Olands landskommun som upplöstes 1974 då denna del fördes till Östhammars kommun. Församlingen uppgick 2014 i Skäfthammar-Hökhuvuds församling. 
1 januari 2016 inrättades distriktet Skäfthammar, med samma omfattning som församlingen hade 1999/2000.  
Socknen har tillhört län, fögderier, tingslag och domsagor enligt vad som beskrivs i artikeln Olands härad. De indelta soldaterna tillhörde Upplands regemente, Olands kompani.

## Geografi
Skäfthammars socken ligger sydväst om Östhammar med Olandsån i öster. Socknen har odlingsbygd i öster vid ån och är i övrigt en skogsbygd.
Länsväg 292, i öst-västlig riktning och länsväg 288, i nord-sydlig riktning, samt Dannemora-Hargs Järnväg korsar socknen.

## Fornlämningar
Från järnåldern finns sju gravfält. En runsten vid Gimo är funnen.

## Namnet
Namnet skrevs 1291 Skieptambri och kommer från två byar med detta namn. Namnet innehåller skäpte (bergutsprång, höjdutsprång) och hammar (stenig höjd, stenbacke) syftande på en höjd vid byarna.
Före 22 oktober 1927 skrevs namnet även som Skäpthammars socken.